# NGC 6998
NGC 6998 ist eine elliptische Galaxie vom Hubble-Typ E0? im Sternbild Mikroskop am Südsternhimmel. Sie ist rund 534 Millionen Lichtjahre von der Milchstraße entfernt und hat einen Durchmesser von etwa 100.000 Lichtjahren. Das Objekt wurde als Radiogalaxie klassifiziert und ist Mitglied der sogenannten NGC-6999-Gruppe.
Entdeckt wurde das Objekt am 19. Oktober 1864 von Albert Marth.